# 하이먼 민스키

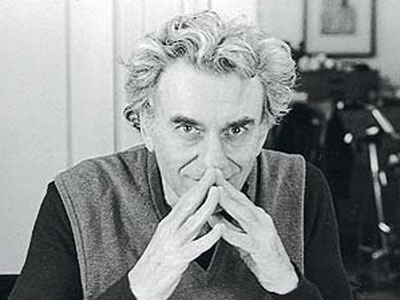

하이먼 필립 민스키 (Hyman Philip Minsky, 1919년 9월 23일 ~ 1996년 10월 24일)는 미국의 경제학자다. 그의 연구는 잠재적으로 취약한 금융 시스템의 변동에 기인한 금융 위기의 특성에 대한 이해와 설명을 제공하려고 시도했다. 케인스주의 전통에서 금융 시장에 대한 일부 정부의 개입을 지지했고 1980년대의 일부 금융 규제 완화 에 반대했으며 최후의 수단 으로서 연방 준비 제도 이사회의 중요성을 강조했기 때문에 포스트 케인스주의 경제학자 로 묘사된다. 금융시장에서 채무가 과도하게 축적되는 것에 반대한다.
민스키는 1949년부터 1958년까지 브라운 대학 에서 가르쳤고 1957년부터 1965년까지 버클리 캘리포니아 대학에서 경제학 부교수를 역임했다. 1965년에 세인트루이스에 있는 워싱턴 대학교 경제학 교수가 되었고 1990년에 그곳에서 은퇴했다.

경제의 정상적인 수명 주기 에서 금융 시장 취약성과 금융 시장에 내재적인 투기적 투자 거품을 연결하는 이론을 제안했다. 그는 번영기에 기업 현금 흐름 이 부채를 상환하는 데 필요한 것 이상으로 증가하면 투기적 행복감이 발생하고 곧 부채가 차용인이 들어오는 수입에서 상환할 수 있는 것을 초과하여 재정 위기가 발생 한다고 말했다.
월스트리트의 자금 관리자이자 경제학자인 헨리 카우프만은 "그는 금융 시장과 경제 간의 연계가 지금만큼 잘 이해되지 않았던 60년대와 70년대에 매우 좋은 통찰력을 제공했다"고 말했다. "그는 금융 시장이 종종 과잉 상태로 움직일 수 있음을 보여주었다. 그리고 그는 최후의 수단 으로서 연준의 중요성을 강조했다."

## 같이 보기
- 루돌프 힐퍼딩